# Esma Sultan (figlia di Abdul Aziz)
Esma Sultan (turco ottomano: اسما سلطان, lett. "regalità"; Istanbul, 21 marzo 1873 – Istanbul, 7 maggio 1899) è stata una principessa ottomana, figlia del sultano Abdülaziz e della consorte Gevheri Kadin.

## Origini
Esma Sultan nacque il 21 marzo 1873 a Istanbul, nel Palazzo di Dolmabahçe. 
Suo padre era il sultano ottomano Abdul Aziz e sua madre la consorte Gevheri Kadin. Aveva un fratello minore, Şehzade Mehmed Seyfeddin. 
Rimase orfana a tre anni, quando nel 1876 suo padre fu deposto e morì in circostanze sospette pochi giorni dopo, il 4 giugno. Lei, suo fratello e sua madre furono accolti da Şehzade Yusuf Izzeddin, figlio maggiore di Abdülaziz e fratellastro di Esma, mentre sul trono salì suo cugino Abdul Hamid II. 
Esma venne istruita al Padiglione Ihlamur, insieme al fratello Seyfeddin, al fratellastro Şehzade Mehmed Şevket e ai figli di Abdülhamid II Şehzade Mehmed Selim e Zekiye Sultan. 
Venne descritta come una ragazza alta, con la carnagione chiarissima e il viso lungo. Aveva sopracciglia oblunghe, grandi occhi neri e capelli corti e scuri. Era ritenuta molto bella

## Matrimonio
Il 20 aprile 1889, a sedici anni, Abdülhamid II la diede in sposa a Kabasakal Çerkes Mehmed Pascià, vent'anni più grande di lei e vedovo della cugina di Esma, Naile Sultan. Per sposarla, Kabasakal divorziò dalla donna straniera con cui si era risposato dopo la morte di Naile.
Le nozze si tennero nel Palazzo di Yıldız insieme a quelle delle sue sorellastre Saliha Sultan e Nazime Sultan e di Zekiye Sultan, figlia di Abdülhamid II. 
La coppia visse nel Palazzo che divenne noto come Palazzo di Esma Sultan, ed ebbero insieme quattro figli e una figlia.

## Morte
Esma Sultan morì il 7 maggio 1899, due giorni dopo il suo quinto parto, che si rivelò un parto morto. Venne sepolta nella Yeni Cami
Dopo la sua morte, Abdul Hamid II progettò di sposare suo marito con Hatice Sultan, figlia di Murad V, ma la cosa non si concretizzò mai

## Discendenza
Dal suo matrimonio, Esma Sultan ebbe quattro figli e una figlia:
- Sultanzade Hasan Bedreddin Beyefendi (1890 - 21 gennaio 1909). Sepolto nella Yeni Cami. Celibe e senza figli.
- Sultanzade Hüseyn Hayreddin Beyefendi (1892 - 1987). Celibe e senza figli.
- Mihriban Hanımsultan (1894 - 1894). Morì a sei mesi, sepolta nel cimitero Yahya Efendi.
- Sultanzade Mehmed Sadeddin Beyefendi (14 giugno 1895 - 1970). Ebbe discendenza, tre figli:
  - Alp Saadeddine Mehmed Bey Osmansoy (n.1930). Ebbe discendenza, un figlio e due figlie:
    - Orhan Saadeddine Osmansoy (n.1969)
    - Shirine Mohamed (n.1970). Ha un figlio:
      - Kamil Mohamed Faour (n.1999)

    - Ayline Mohamed (n.1976)

  - Kaya Mohamed Bey Osmansoy
  - Aydin Mohamed Bey Osmansoy
- Sultanzade Abdüllah Beyefendi (5 maggio 1899 - 5 maggio 1899). Nato morto. Esma morì di parto.